# Associació Ucraïnesa de Futbol
L'Associació Ucraïnesa de Futbol (UAF; ucraïnès: Українська асоціація футболу; romanitzat: Ukrayins'ka Asotsiatsiya Futbolu) és l'òrgan de govern del futbol a Ucraïna. Abans del 2019, era coneguda com la Federació de Futbol d'Ucraïna (FFU; ucraïnès: Федерація Футболу України; romanitzat: Federatsiya Futbolu Ukrayiny). Com a subjecte del Moviment Olímpic Internacional, la UAF és membre del Comitè Olímpic Nacional d'Ucraïna. La UAF també és membre d'organitzacions internacionals de futbol com la UEFA i la FIFA.
L'Associació de Futbol d'Ucraïna regeix tots els esdeveniments i organitzacions esportives relacionades amb el futbol, incloses les competicions irregulars de futbol platja, mini-futbol, futbol de carrer i altres. Les seves principals característiques inclouen competicions de futbol com la Lliga Professional d'Ucraïna, la Copa d'Ucraïna, el campionat amateur, les competicions entre els juvenils (sub-18) i també la selecció de futbol d'Ucraïna. També estableix els reglaments de la Premier League d'Ucraïna i de la Lliga Professional.
Té la seu a la capital nacional, Kíiv, prop del Complex Esportiu de l'Estadi Olímpic a la Casa del Futbol.
L'organització es va constituir l'any 1991. Entre 1932 i 1991, amb la Federació de Futbol de la Unió Soviètica va existir el seu predecessor directe, la Federació de Futbol d'Ucraïna (RSS d'Ucraïna). La federació soviètica d'Ucraïna també va dur a terme el seu propi campionat, competicions de copa, competicions entre equips aficionats (col·lectius de cultura física), a més de tenir un equip nacional propi que va participar exclusivament en competicions soviètiques com la Spartakiad dels Pobles de l'URSS.

## Història
El 6 de març de 1991, gràcies als esforços de Viktor Maksymovych Bannikov es va establir i reformar legalment la Federació de Futbol d'Ucraïna (FFU) com a part de la Federació de Futbol de la Unió Soviètica (FFSU). No obstant això, encara estava totalment controlat i subordinat al principal òrgan de govern de Moscou.
El 24 d'agost de 1991, el Parlament d'Ucraïna (Rada Suprema) mitjançant la seva Acta de Declaració d'Independència d'Ucraïna va expressar la seva intenció de separar-se de la Unió Soviètica i crear un estat sobirà – Ucraïna. Després d'aquests esdeveniments, el comitè executiu de la Federació de Futbol de l'RSS d'Ucraïna va prendre la decisió de tenir un ple a principis de desembre on es definiria el futur del creixement de l'esport nacional.

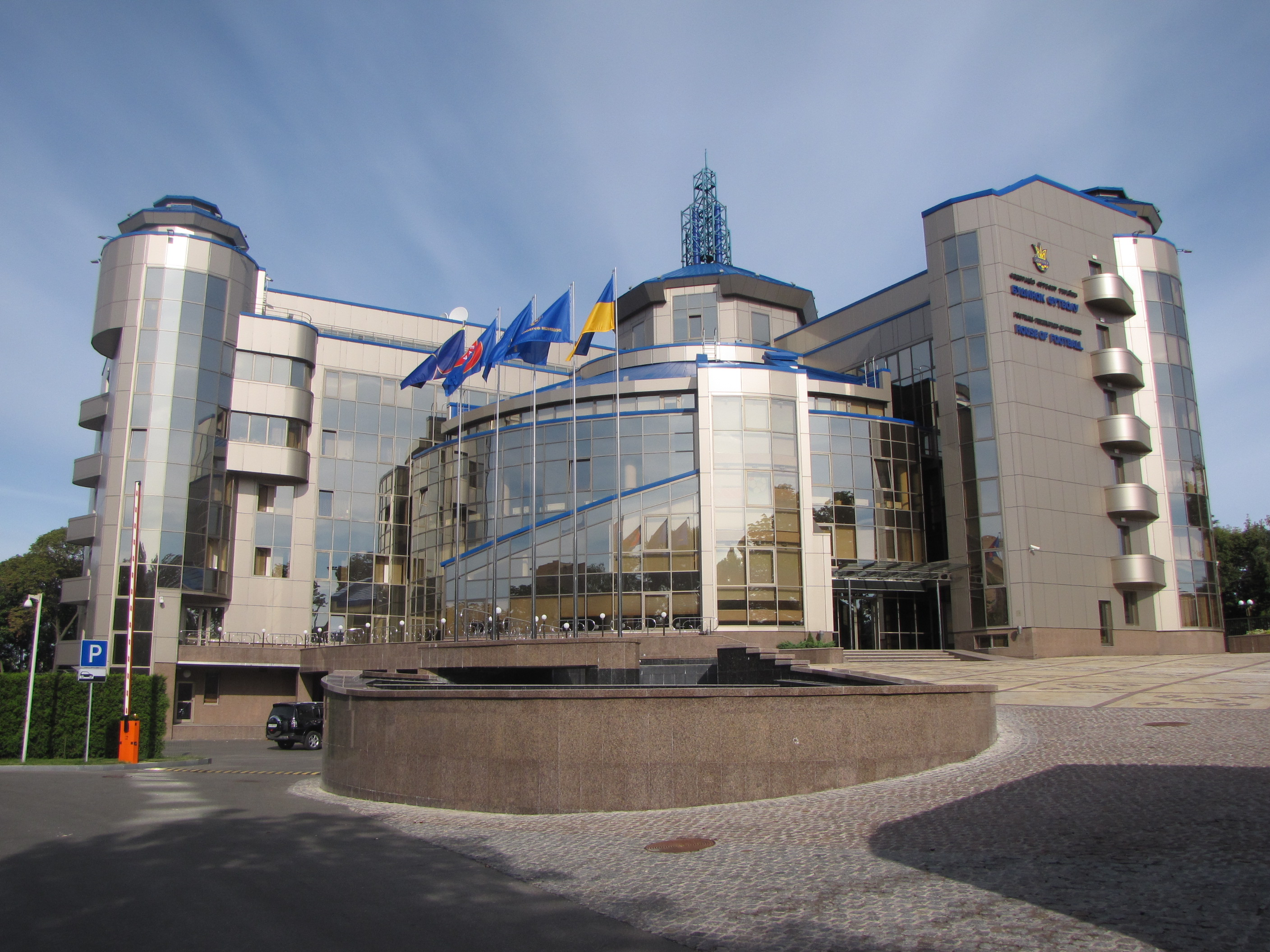
Seu de la UAF a Kíiv

La societat mundial es va adonar de la nova nació l'1 de desembre de 1991 després de la realització del referèndum nacional. Després d'això, el 13 de desembre a la sala gran del Comitè Estatal de Cultura Física i Esport (també conegut més tard com a Ministeri d'Afers de Joventut, Esport i Turisme) el Consell de federacions va acceptar a una veu la següent declaració:
| «                                                        | (anglès) In accordance with the All-national referendum of 1 December 1991 Ukraine has become an independent state. The Football Federation of Ukraine – sovereign, independent, public organization that does not belong to any federation of foreign states. The Federation takes full jurisdiction over the protection the rights of players, coaches, and the football specialists. The Football Federation is responsible to uphold the international norms and human rights without concern of a nationality or a religious beliefs. The Football Federation confirms its adherence to goals and principals of FIFA and UEFA statues affirms their execution. The Football Federation of Ukraine has executed all its obligations to the Soviet Football Union and declares of canceling its membership. | (català) D'acord amb el referèndum nacional de l'1 de desembre de 1991, Ucraïna s'ha convertit en un estat independent. La Federació de Futbol d'Ucraïna - organització pública sobirana, independent i que no pertany a cap federació d'estats estrangers. La Federació assumeix plena jurisdicció sobre la protecció dels drets dels jugadors, entrenadors i especialistes en futbol. La Federació de Futbol és responsable de respectar les normes internacionals i els drets humans sense preocupar-se de la nacionalitat o les creences religioses. La Federació de Futbol confirma la seva adhesió als objectius i els principis dels estatuts de la FIFA i la UEFA i afirma la seva execució. La Federació de Futbol d'Ucraïna ha complert totes les seves obligacions amb la Unió Soviètica de Futbol i declara cancel·lada la seva pertinença. | » |
| — Associació Ucraïnesa de Futbol, 13 de desembre de 1991 | | |   |

El 13 de desembre és el dia en què es va crear la Federació de Futbol d'Ucraïna.
A finals de febrer de 1992, l'Agence France-Presse va difondre la informació que la FIFA, sense esperar el seu congrés, va concedir l'estatus de membres provisionals a les federacions nacionals d'Ucraïna, Geòrgia, Eslovènia i Croàcia. Segons el seu comentari, això es va fer perquè les associacions d'aquests quatre països construïssin amb antelació les seves relacions amb sindicats de futbol d'altres països, i els seus futbolistes participin en amistosos de nivells de selecció nacional. Aviat a la direcció de la Federació de Futbol d'Ucraïna van arribar els documents oficials rellevants no només de la FIFA, sinó de la UEFA que van ser signats pels secretaris generals d'aquestes organitzacions, Sepp Blatter i Gerhard Aigner. En la seva entrevista al respecte, el primer president de la FFU, Viktor Bannikov, va assenyalar: "La relació amb els poders de la nostra federació sobre l'aplicació de tots els drets de transferència i la participació dels equips nacionals i de clubs en competicions internacionals. Durant la meva estada a Zuric a mitjans de febrer, es van presentar preguntes sobre aquests poders davant les autoritats corresponents. El 24 de febrer vam enviar una sol·licitud a la FIFA per demanar resposta. El fax de tornada no ens va fer esperar gaire."
El 16 de febrer de 1992 va començar la Copa d'Ucraïna de 1992 que es va convertir en el primer torneig de futbol entre equips professionals des que Ucraïna va recuperar la seva independència. La primera ronda de la Lliga Superior de 1992 es va programar del 6 al 7 de març de 1992. El 29 d'abril de 1992 la FFU va programar el seu primer amistós internacional amb la selecció de futbol d'Hongria.

## Presidents
- Viktor Bannikov (desembre de 1991 - juliol de 1996)
- Valeriy Pustovoytenko (juliol de 1996[6] - agost de 2000), primer ministre d'Ucraïna del 16 de juliol de 1997 al 30 de novembre de 1999
- Hryhoriy Surkis (16 d'agost de 2000 - 2 de setembre de 2012), reelegit el 2004 i el 2007
- Anatoliy Konkov (2 de setembre de 2012 - 22 de gener de 2015)
- Andriy Pavelko (22 de gener de 2015 - present), elegit el 6 de març de 2015

## Invasió russa de 2022
L'Associació va anunciar la suspensió de la primera lliga d'Ucraïna el 24 de febrer de 2022, el dia de la invasió russa d'Ucraïna.